# Чон-Добо
Чон-Добо (кирг. Чоң-Дөбө) — село в Жумгальском районе Нарынской области Кыргызстана. Входит в состав Чон-Добонского аильного округа.
Расположено примерно в 30 км на северо-восток от села Чаек, в 93 км на юго-восток от Бишкека, в 80 км на юго-запад от села Кочкорка.
Население в 2009 году составляло 1167 человек. Жители, в основном, занимаются животноводством.
Расположено в районе ожидаемых землетрясений II категории опасности с балльностью 5-7 В апреле 2011 года возле с. Чон-Добо было зафиксировано землетрясение, сила которого в эпицентре достигла 6 баллов. В конце июля 2017 года — землетрясение 3,5 балла.